# Ford E-Series
Ford E-серії — сімейство фургонів  марки Ford, яке було доступне тільки в Північній Америці. Старі версії також були відомі як Econoline або Club Wagon. E-серії з 1980 року був бестселером серед фургонів у США. Двигуни були явно сильніші, ніж у європейських фургонів.
В 2014 році мікроавтобуси Ford E-серії замінили на Ford Transit подібний до Ford F-Series пікапи та позашляховики, в виробництві тільки залишились шасі E-серії для встановлення надбудов.

## Перше покоління (1961-1967)

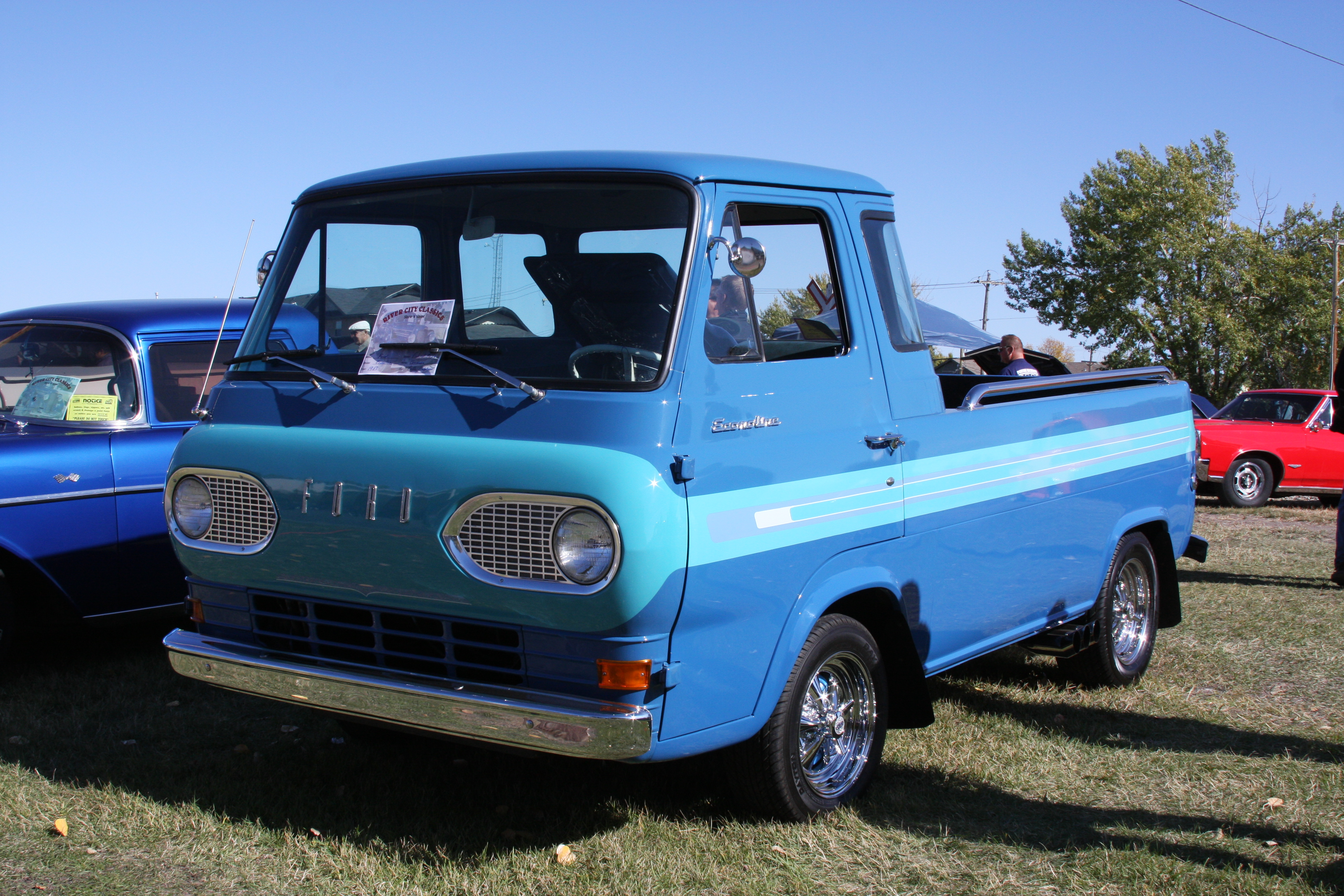
Ford Econoline Pickup

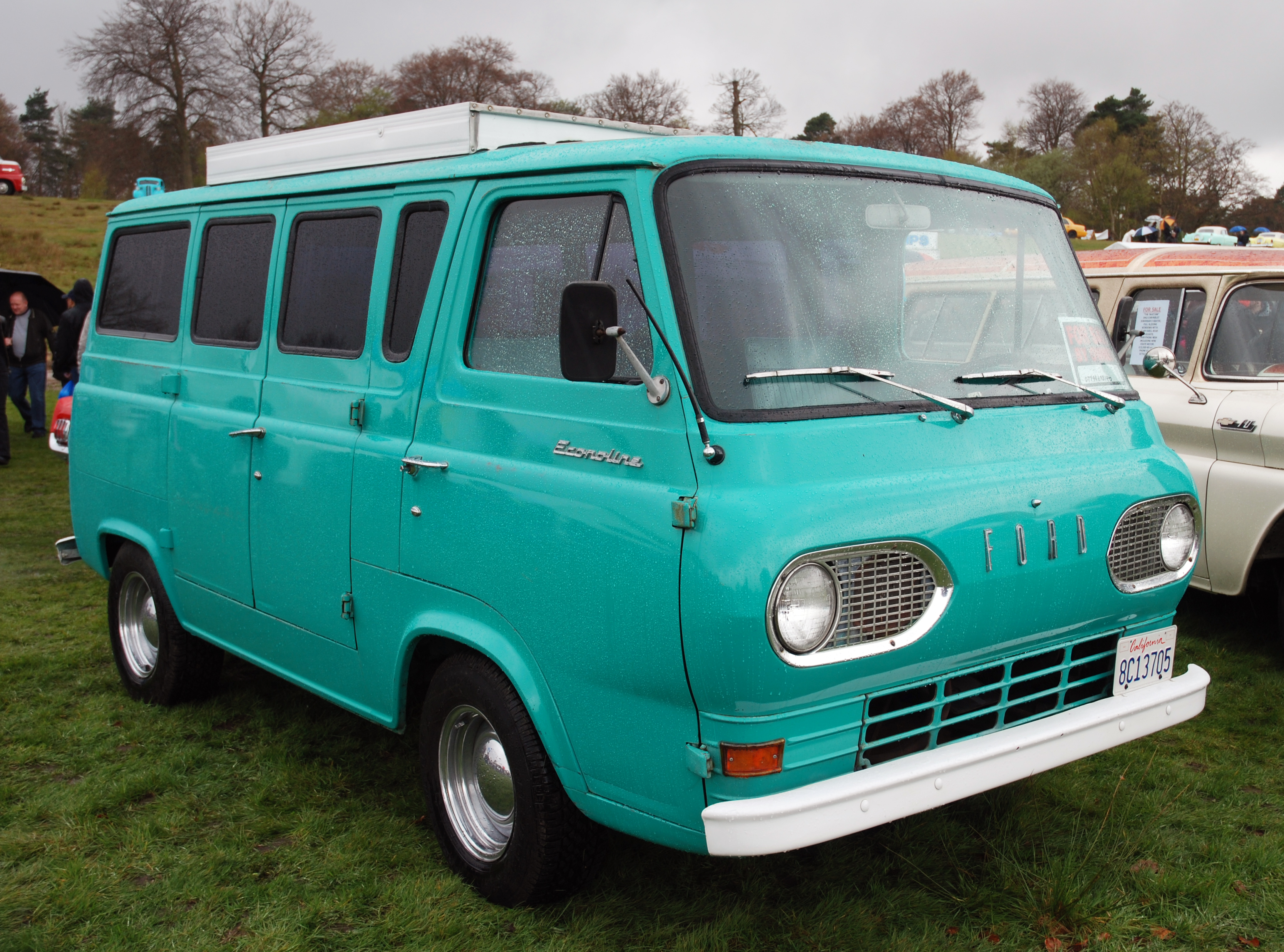
Ford Econoline 1 (1961-1967)

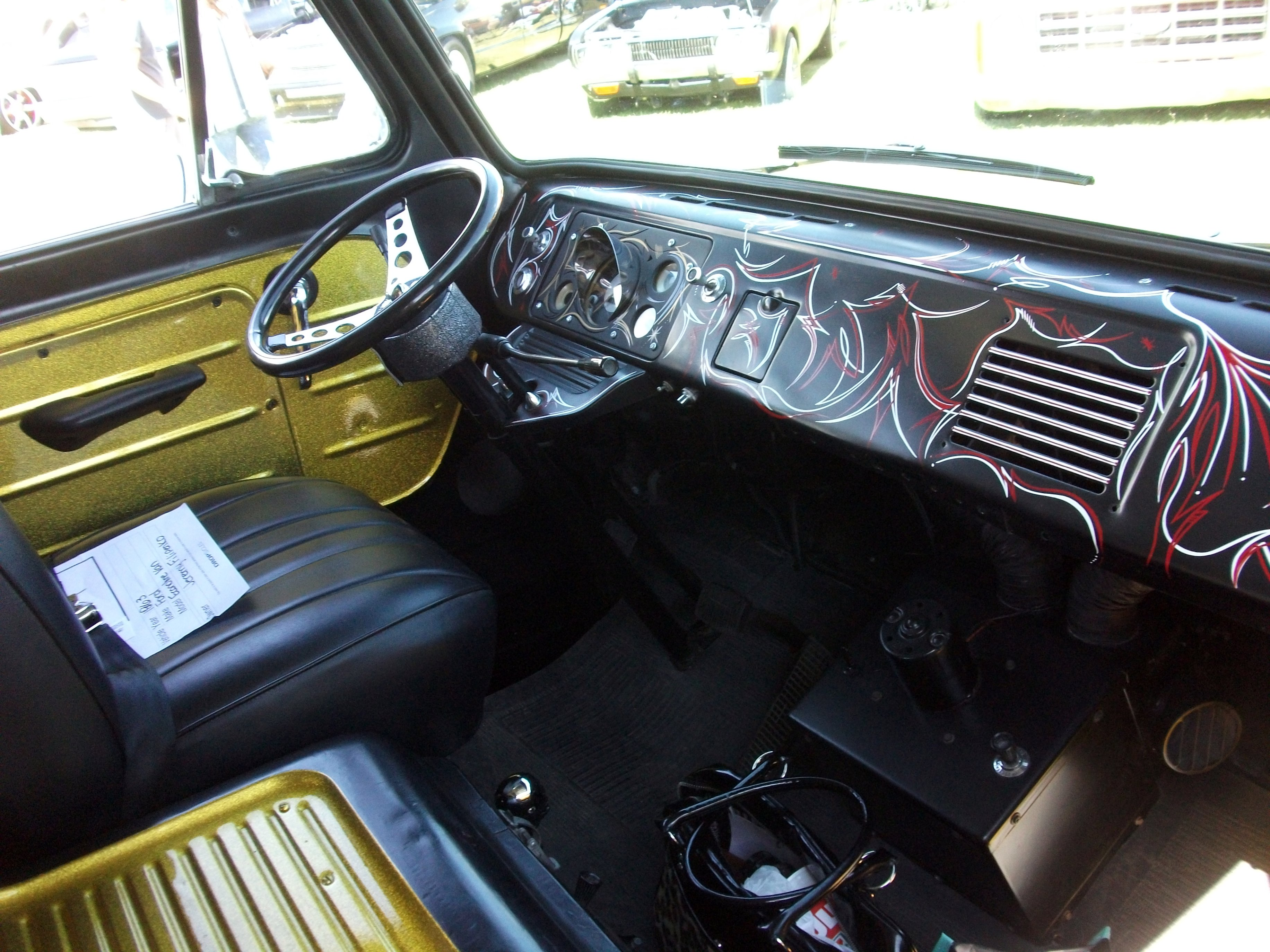

Ford випустив перше покоління Ford Econoline 21 вересня 1960 року для модельного року 1961. Почавши розробку в 1957 році, ця модельна лінійка замінила модельний ряд Ford F-Series (і менший седан Ford Courier). Було доступно три моделі: вантажний фургон, пасажирський фургон (також продається під назвами Station Bus і Club Wagon) і пікап з переднім управлінням, який був фургоном.
Прямо конкуруючи з задньомоторними Chevrolet Greenbrier і Volkswagen Transporter, Ford Econoline створив численні дизайнерські прецеденти, прийняті послідовними американськими фургонами, зокрема Chevrolet Van і Dodge A100. Будучи також транспортним засобом з переднім керуванням, Ford представив конфігурацію з середнім двигуном. Щоб покращити доступ до вантажу шляхом створення плоскої підлоги багажника та збільшення задніх дверей, двигун розмістили між передніми сидіннями.
Ford Econoline першого покоління базувався на лінійці компактних автомобілів Ford Falcon. Щоб пристосуватись до своєї 90-дюймової колісної бази (найкоротшої для Ford з 1908 року), Econoline прийняв конфігурацію середнього двигуна, розмістивши двигун за передньою віссю; отже, компонування виключало використання двигуна V8.
На відміну від Falcon, Econoline був оснащений суцільною передньою віссю та суцільною задньою підвіскою з листовими ресорами для всіх чотирьох коліс.
У своєму дизайні кузова Ford Econoline адаптував кілька елементів Volkswagen Type 2, водночас зробивши серйозні відхилення щодо інших конструктивних особливостей, щоб пристосувати його центральне розташування двигуна. Відповідно до Volkswagen, Econoline розташував передні сидіння над передньою віссю, зробивши конфігурацію в стилі кабіни (подібно до Jeep Forward Control). Решітка, розташована під фарами, була елементом дизайну, запозиченим у Ford Thames 400E (попередника Ford Transit).
Розташування посередині двигуна збільшило вантажний відсік, оскільки моторний відсік був розташований попереду плоскої підлоги багажника. У той час як Volkswagen продавав задньомоторні фургони в Сполучених Штатах до 1991 року, Chevrolet/GMC і Dodge прийняли дизайн Econoline, представивши фургони з центральним розташуванням двигуна для моделі 1964 року.
Під час виробництва Ford Econoline першого покоління пропонувався в кількох варіантах. Поряд зі стандартним шестидверним вантажним фургоном у 1963 році була додана восьмидверна версія (додавши двоє дверей з боку водія). У 1964 році був представлений панельний фургон, у якому повністю були виключені бічні двері для завантаження. У 1965 році був представлений подовжений кузов «Super Van», який розширювався на 18 дюймів позаду задньої осі. Вантажні фургони Econoline (крім панельних фургонів) пропонувалися з боковими вікнами або без них у кількох комплектаціях.

### Двигуни
- 2.4 л Falcon Six I6
- 2.8 л Thriftpower Six I6
- 3.9 л Truck Six I6

## Друге покоління (1968-1974)

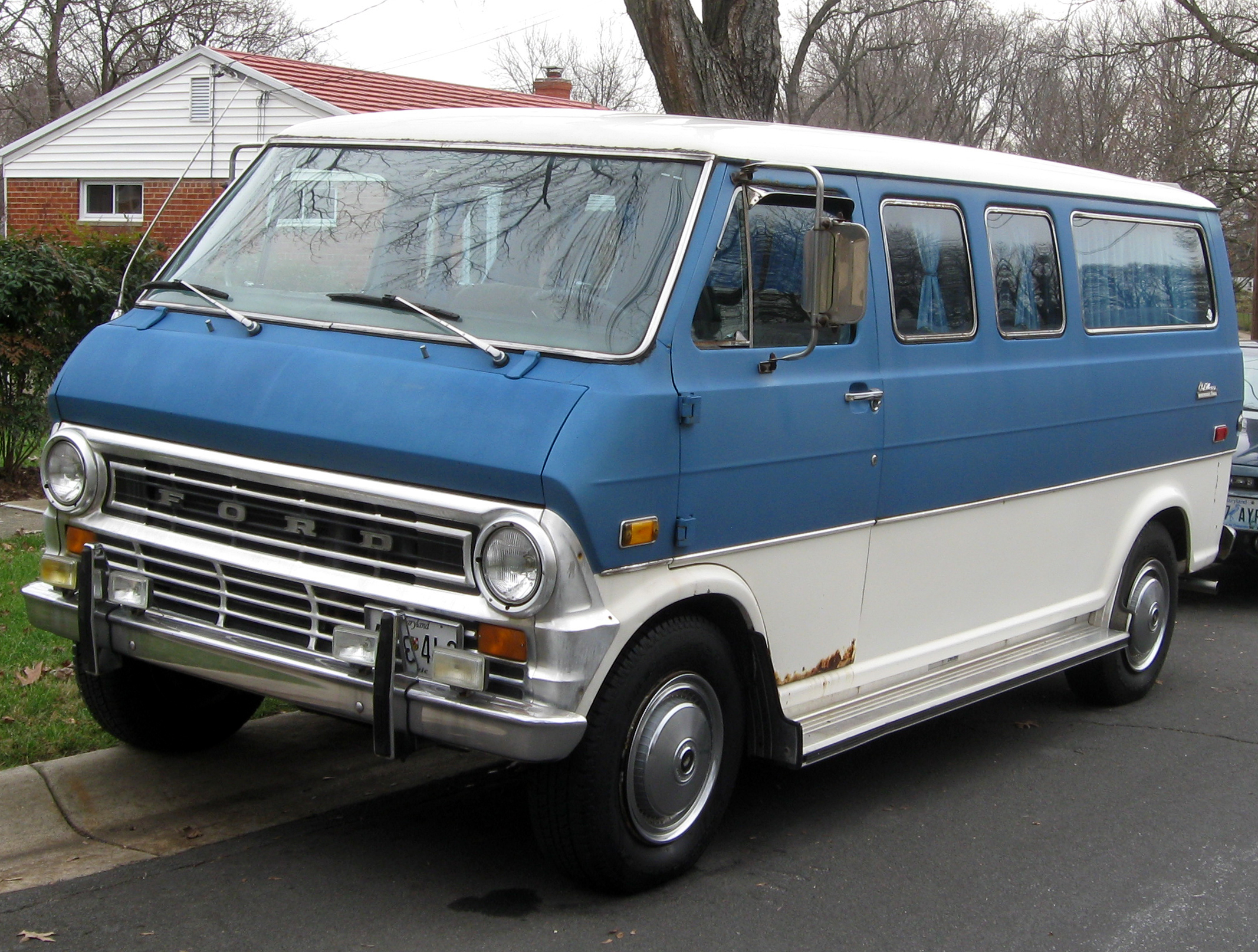
Ford Club Wagon 2 (1968-1974)

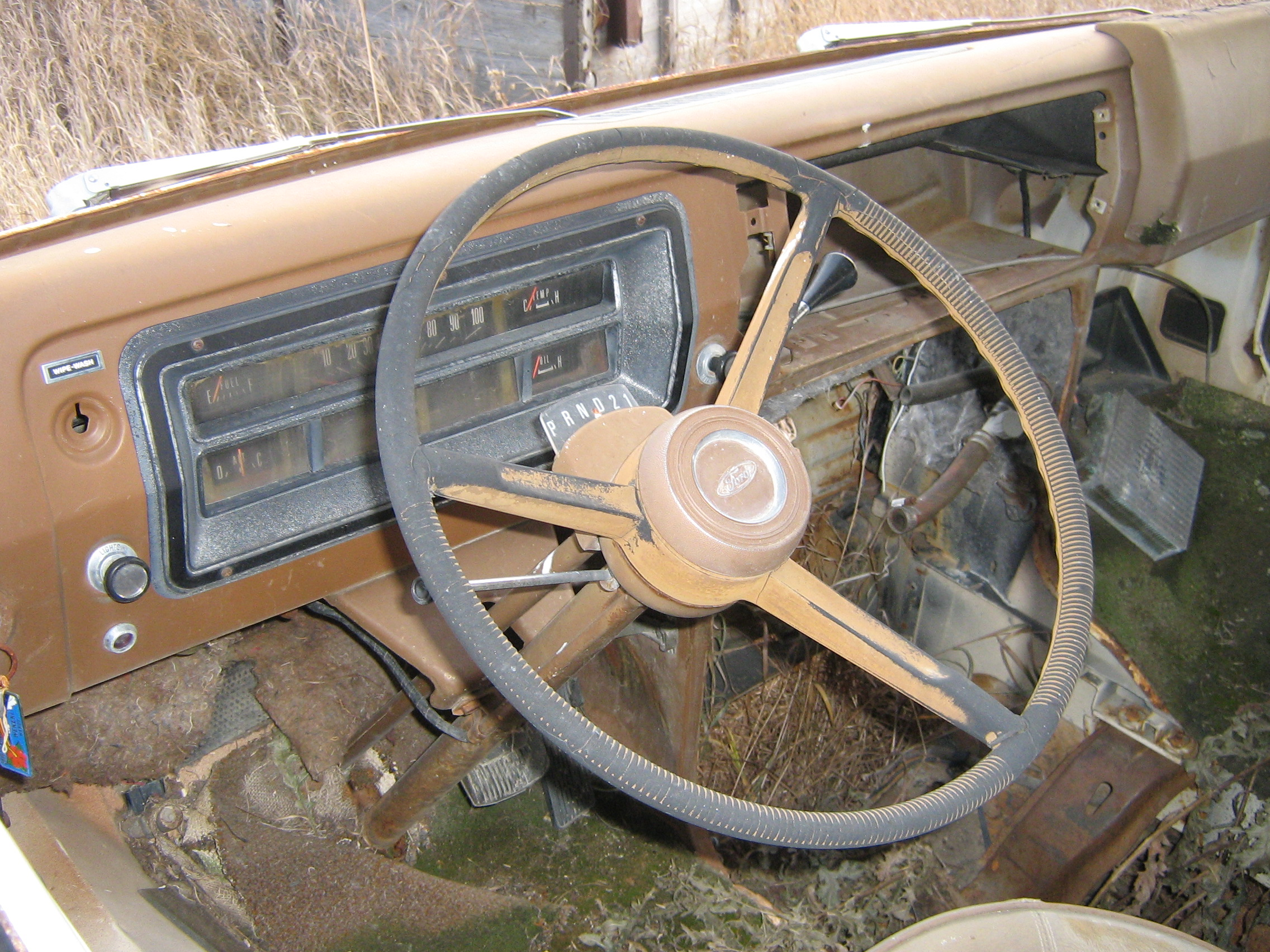

Після тривалого страйку United Auto Workers у 1967 році випуск фургона Econoline другого покоління було відкладено майже на чотири місяці, до січня 1968 року. Замість того, щоб продавати фургон як модель 1968 або 1968-1/2, Ford продавав його як модель 1969 року. Втративши своє коріння Falcon, Econoline другого покоління став більш важким транспортним засобом, який багато в чому схожий на повнорозмірні пікапи серії F, який був фургоном.
Двигуни
- 3.9 л I6
- 4.9 л I6
- 4.9 л Windsor V8

## Третє покоління (1975-1991)

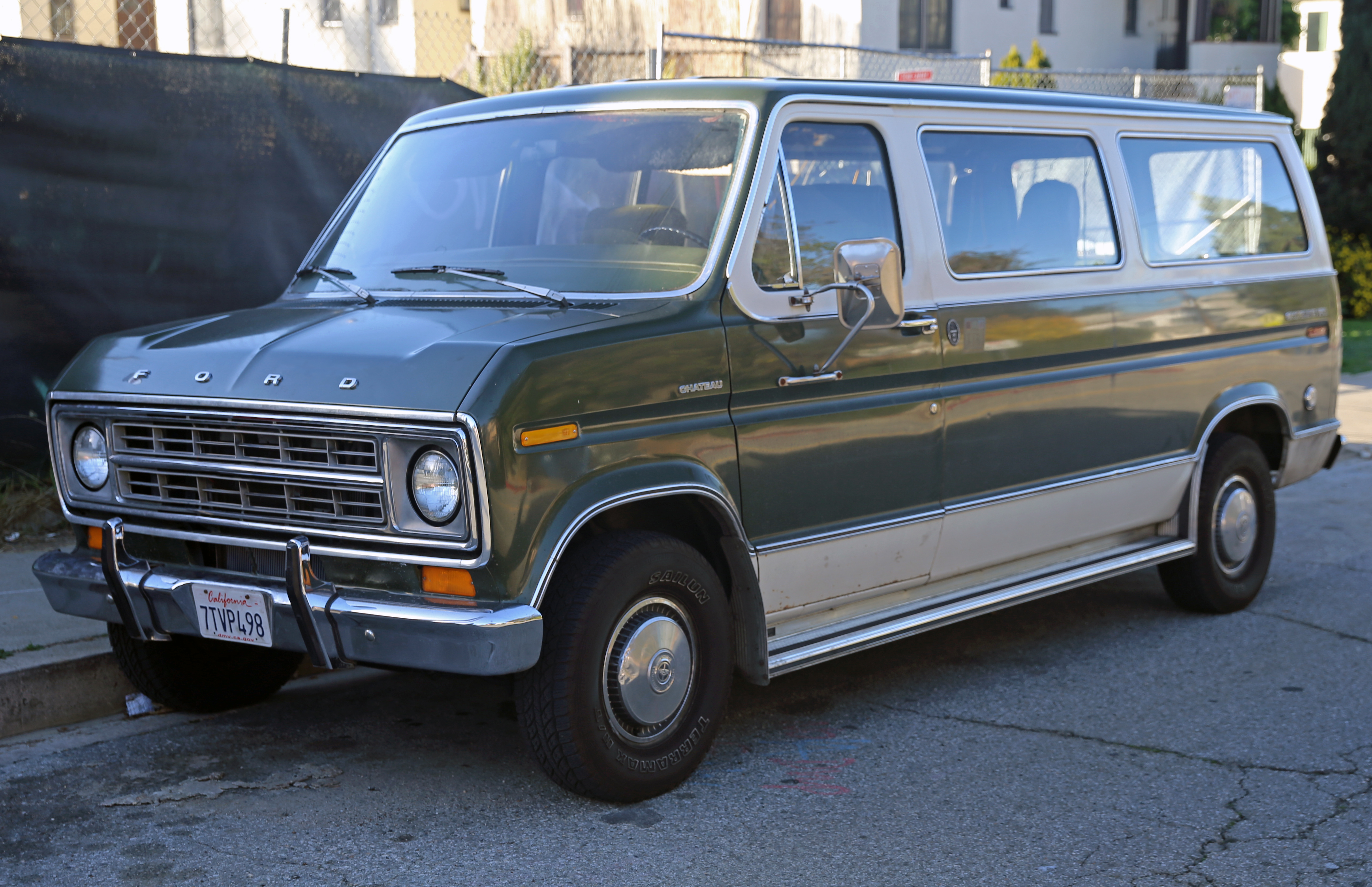
Ford E150 Chateau (1975-1983)

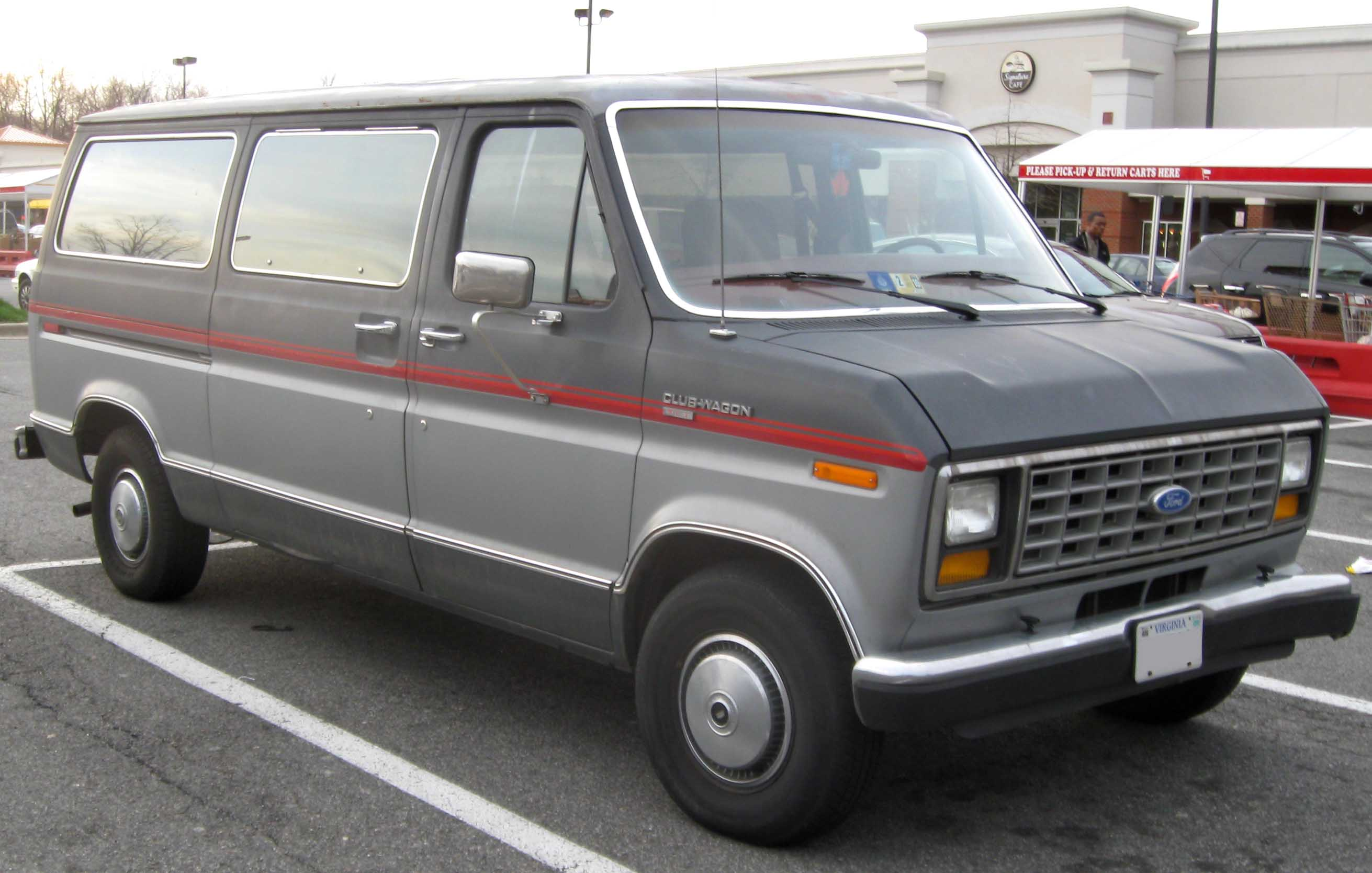
Ford Club Wagon 3 (1983-1991)

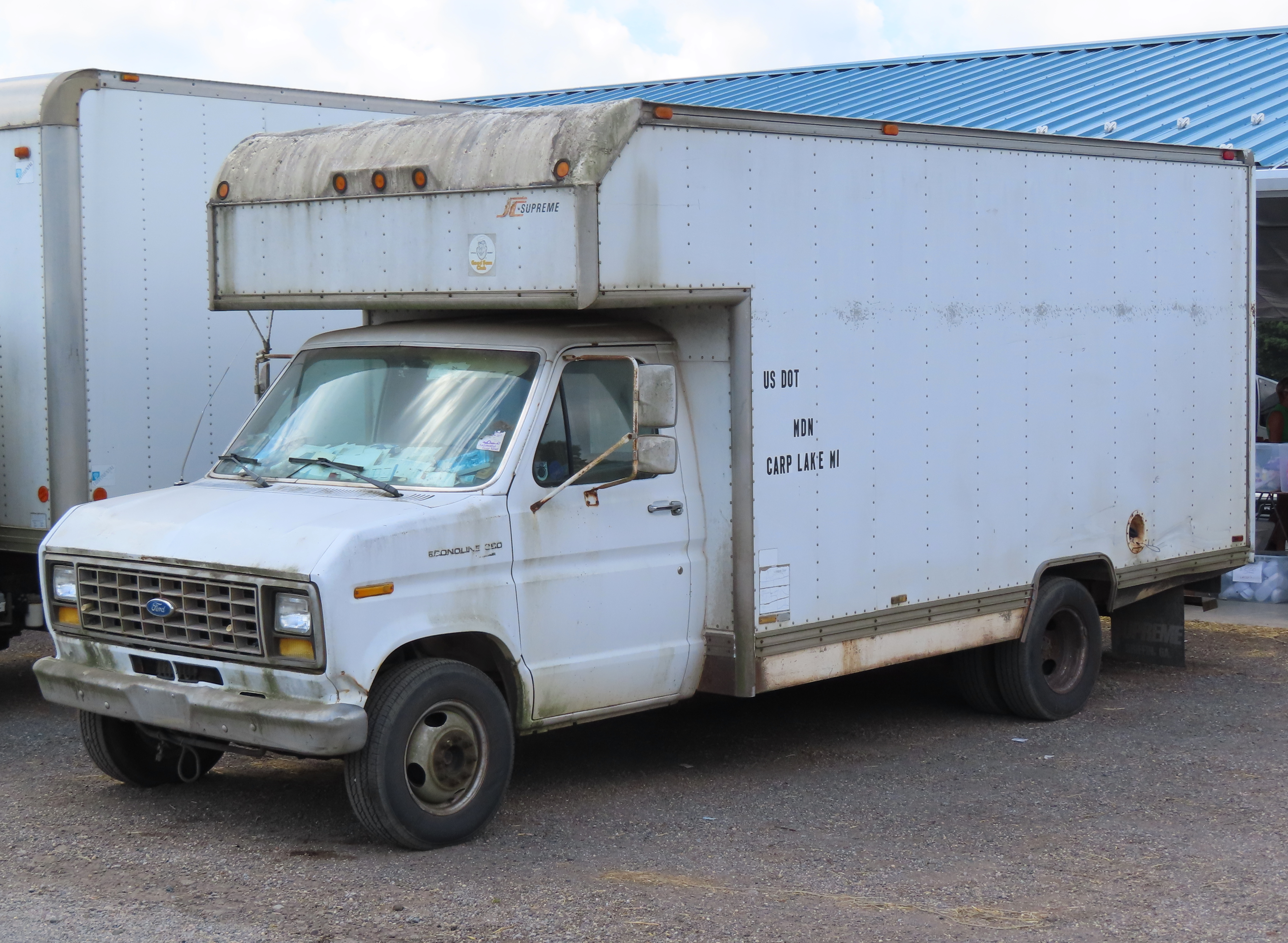
Ford Econoline E350 Cutaway (1983-1991)

У 1975 році Econoline/Club Wagon було повністю оновлено. Завдяки абсолютно новому шасі Ford став першим американським виробником, який адаптував рамну конструкцію до повнорозмірного фургона, який був фургоном.
Econoline нового покоління стане звичайним не лише як сам по собі, але й як основа для інших транспортних засобів. Завдяки повній рамі Econoline став популярним як розрізне шасі фургона; конструкція послужила основою для багатьох машин швидкої допомоги, а також різних типів вантажівок і автобусів. Спільна трансмісія з F-Series ознаменувала початок переобладнання повнопривідних автомобілів післяпродажного обслуговування. У 1970-х роках Econoline став популярним як основа для переобладнання фургонів. Взявши за основу малообладнаний вантажний фургон Econoline, було створено розкішний інтер’єр разом із екстер’єром, налаштованим на замовлення.
Ford Econoline 1978 року став першою вантажівкою року за версією MotorTrend.
Двигуни
- 4.9 л I6
- 4.9 л Windsor V8
- 5.8 л Windsor V8
- 7.5 л 385 V8
- 6.9 л Navistar diesel V8
- 7.3 л Navistar diesel V8

## Четверте покоління (1992-наш час)

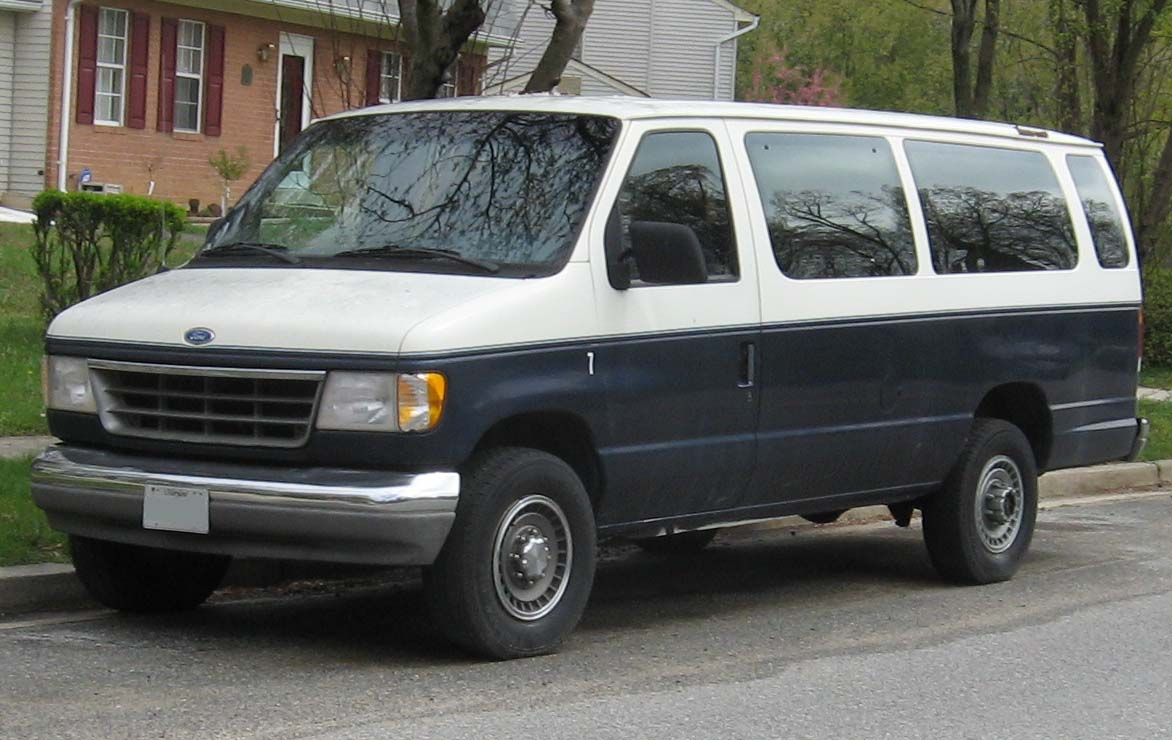
Ford Club Wagon 4 (1992-1995)

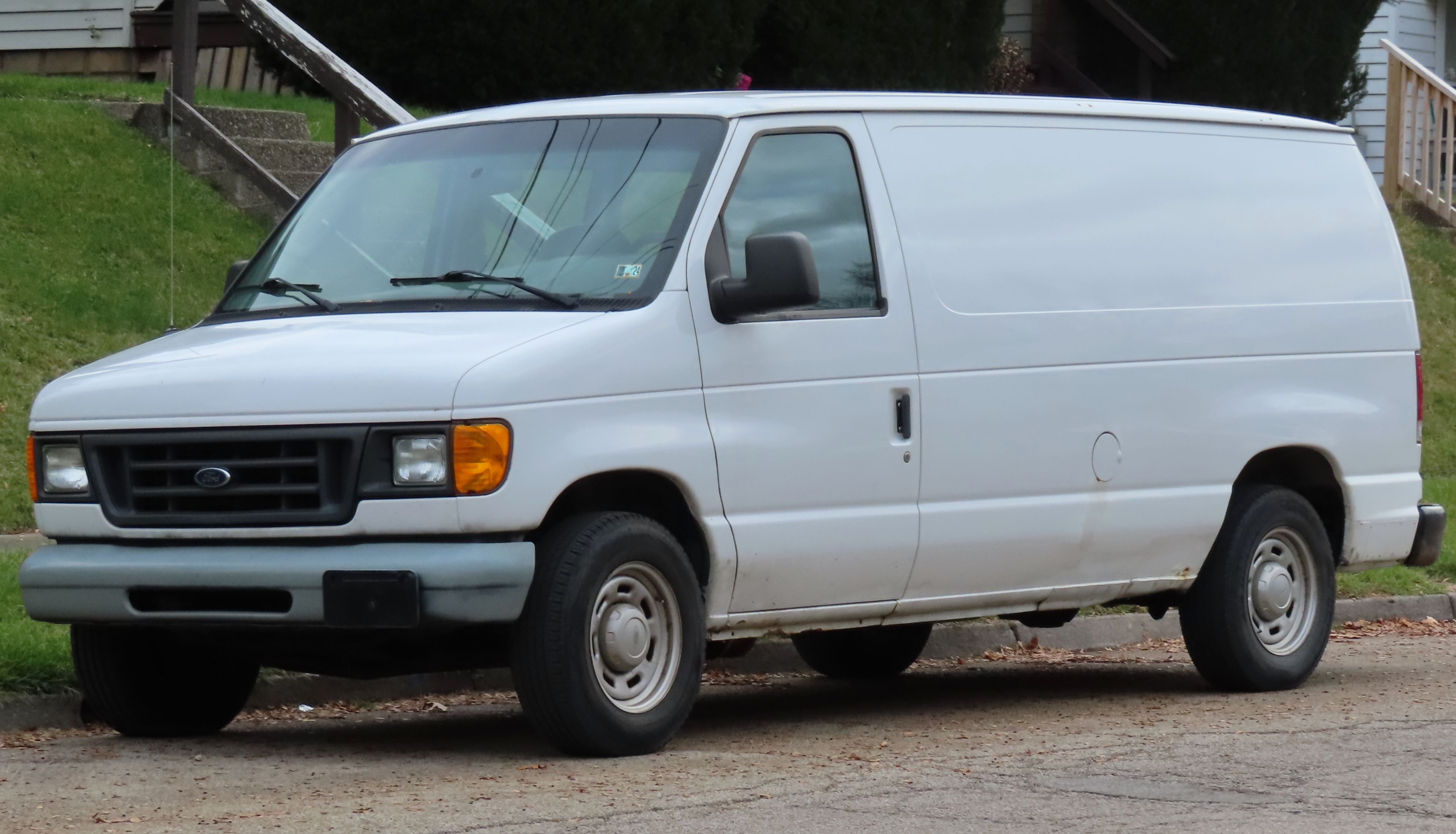
Ford E250 (2003-2007)

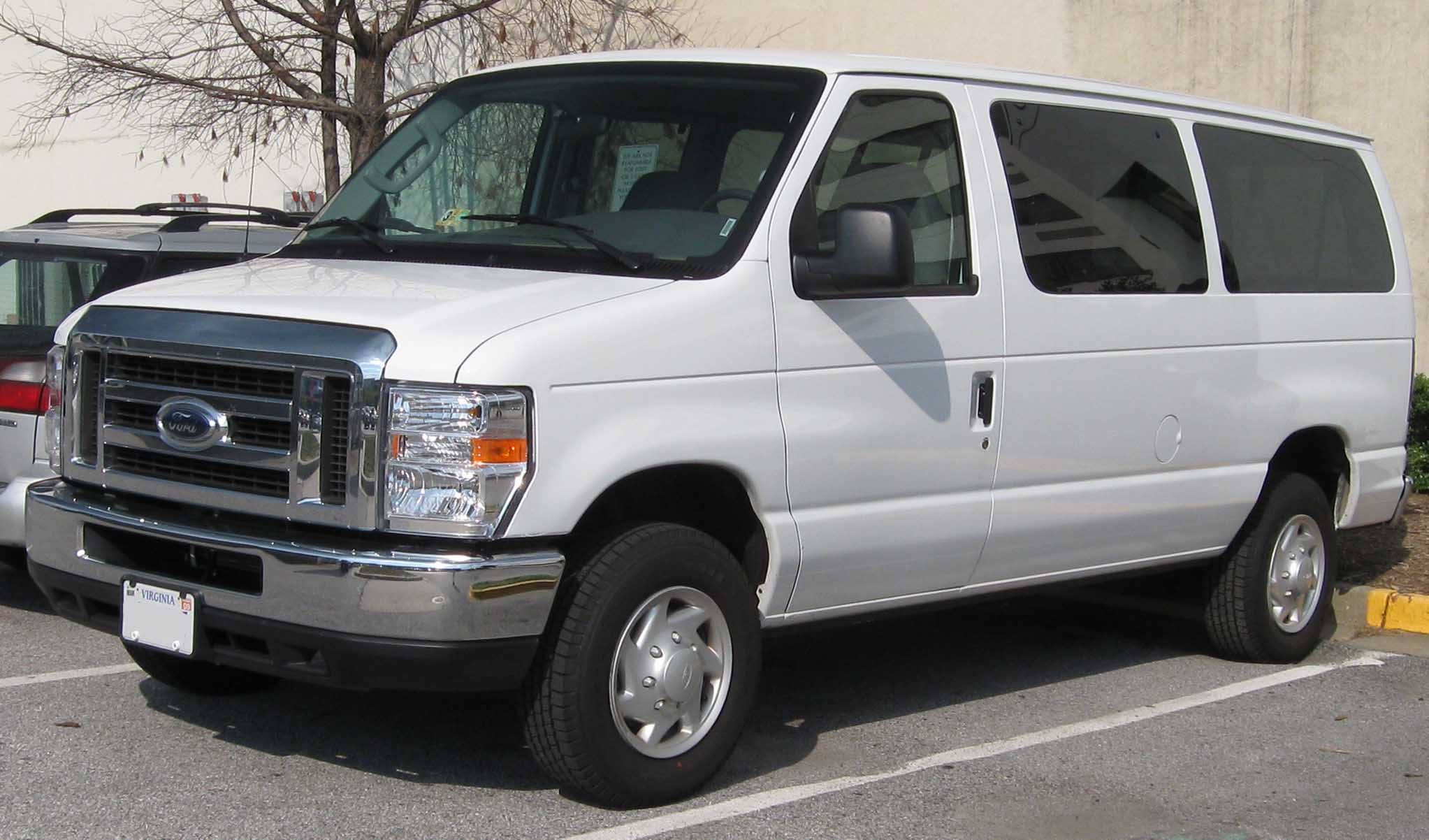
Ford E250 (2008-2014)

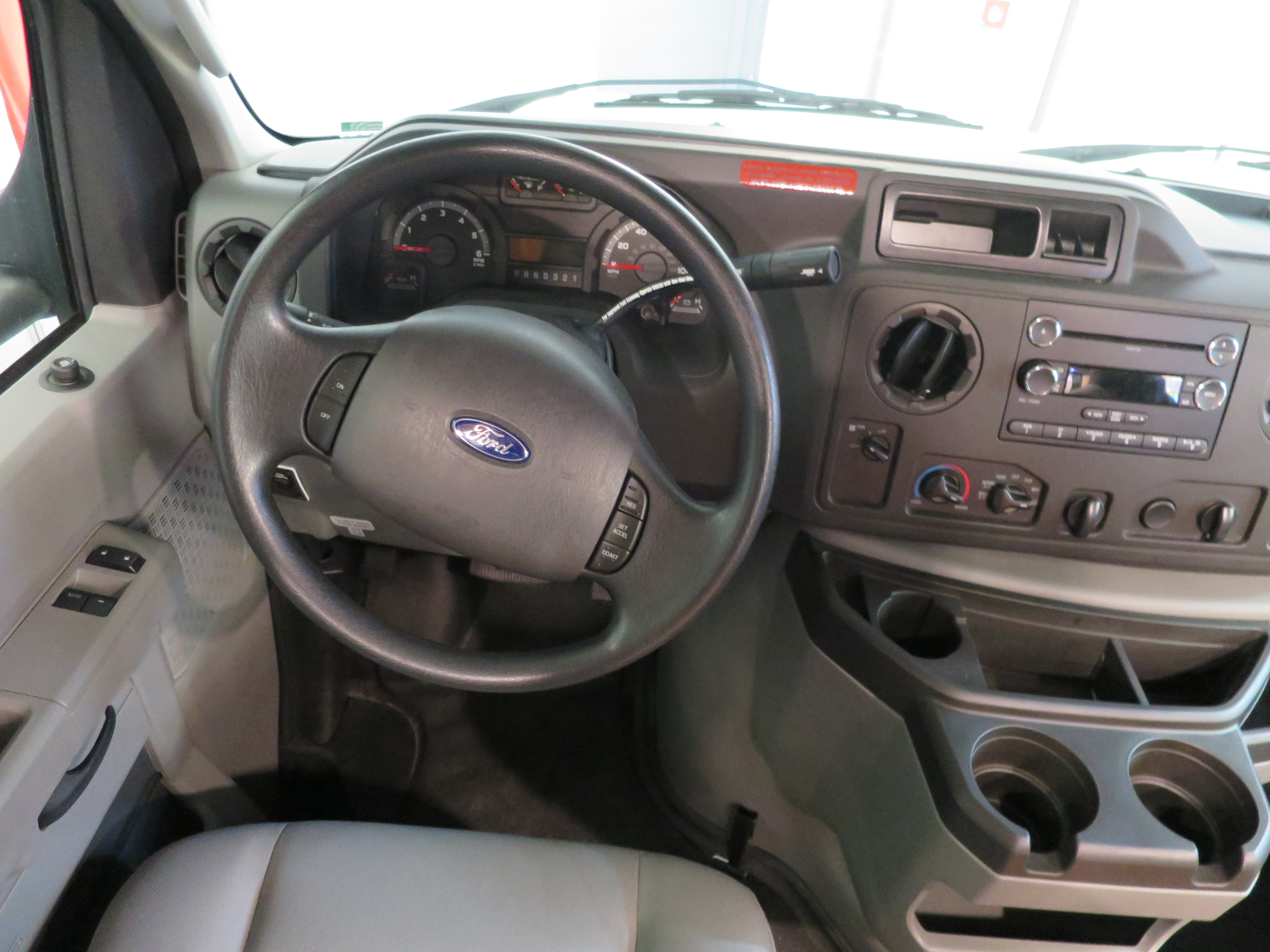

В 1992 році Ford представив четверте покоління Econoline/Club Wagon. В той час, як шасі третього-генерації залишилось без змін, кузов змінився. Як з меншим Ford Aerostar, четверта-модель генерація Econoline запропонована з двома довжинами кузова на спільній колісній базі, який був фургоном.
Четверте покоління Econoline/Club Wagon під час свого виробництва пройшло кілька модернізацій. Для 2001 року Econoline було перейменовано в E-Series.
У червні 2014 року виробництво пасажирських і вантажних фургонів серії E було припинено, оскільки в Північній Америці розпочався продаж Ford Transit. З 2015 року E-Series залишилася у виробництві виключно для комерційних ринків як вантажне шасі. У 2019 році Ford оприлюднив свою першу модернізацію E-Series у своєму виробництві комерційного шасі, з переглядом його трансмісії, нової кермової колонки та оновленням проводки для поліпшення функціональності обладнання, встановленого під час виробництва.

### Двигуни
Бензинові:
- 4.2 L Essex V6 191 к.с. (1997–2003)
- 4.6 L Triton V8 225 к.с. (1997–2014)
- 4.9 L Truck Six I6 (1992–1996)
- 4.9 L Windsor V8 (1992–1996)
- 5.4 L Triton V8 255 к.с. (1997–2016)
- 5.8 L Windsor V8 (1992–1996)
- 7.3 L Godzilla V8 300/350 к.с. (з 2020)
- 7.5 L 385/Lima V8 (1992–1996)

Бензин flex-fuel:
- 6.2 L Boss V8 (2017–2019)
- 6.8 L Triton V10 305 к.с. (1997–2019)

Дизельні:
- 6.0 L Power Stroke V8 325 к.с. (2004–2010)
- 7.3 L IDI V8 190 к.с. (1992–1994)
- 7.3 L Power Stroke V8 215 к.с. (1995–2003)

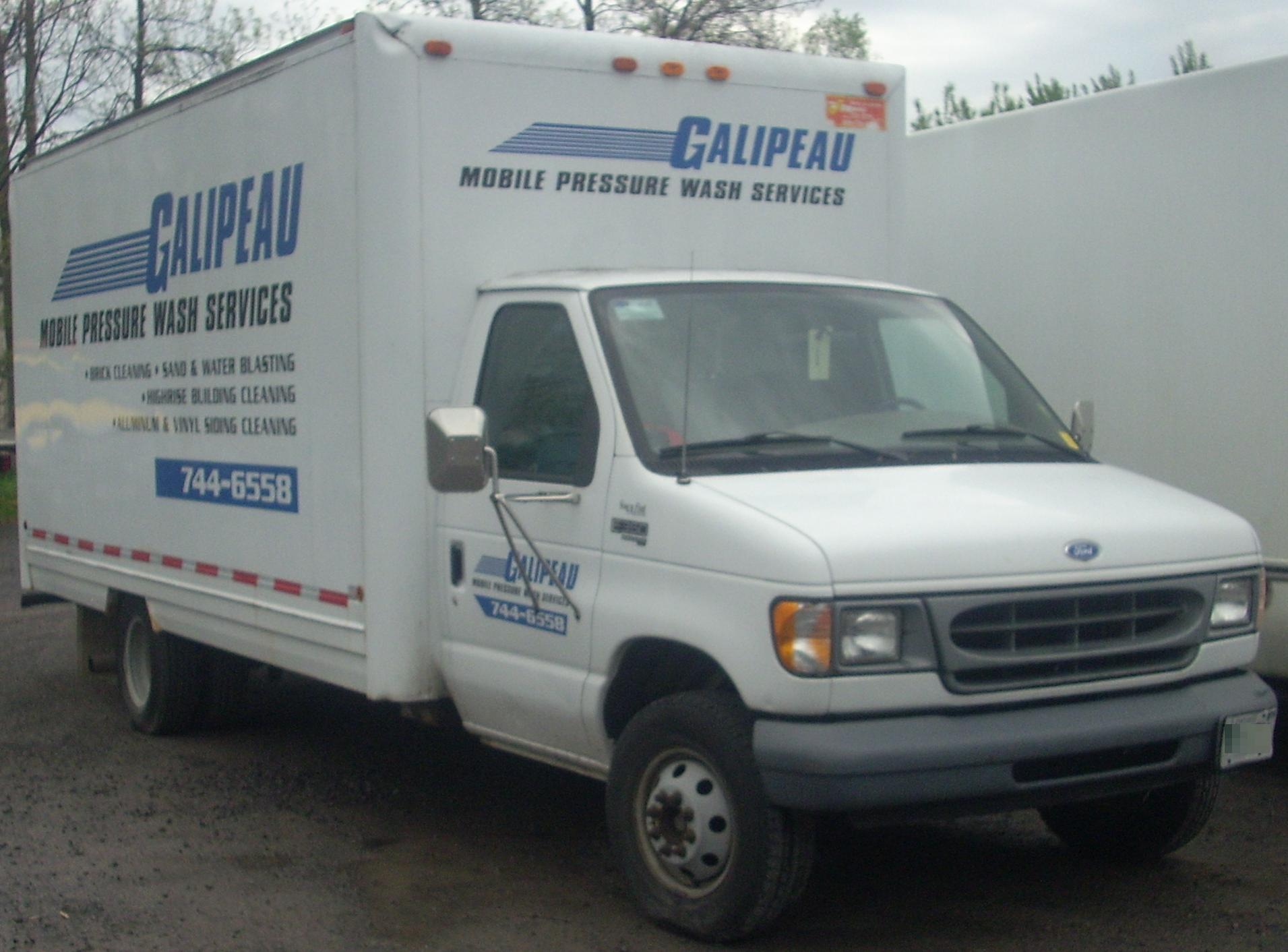
Ford E-350 Cutaway (1995-2002)
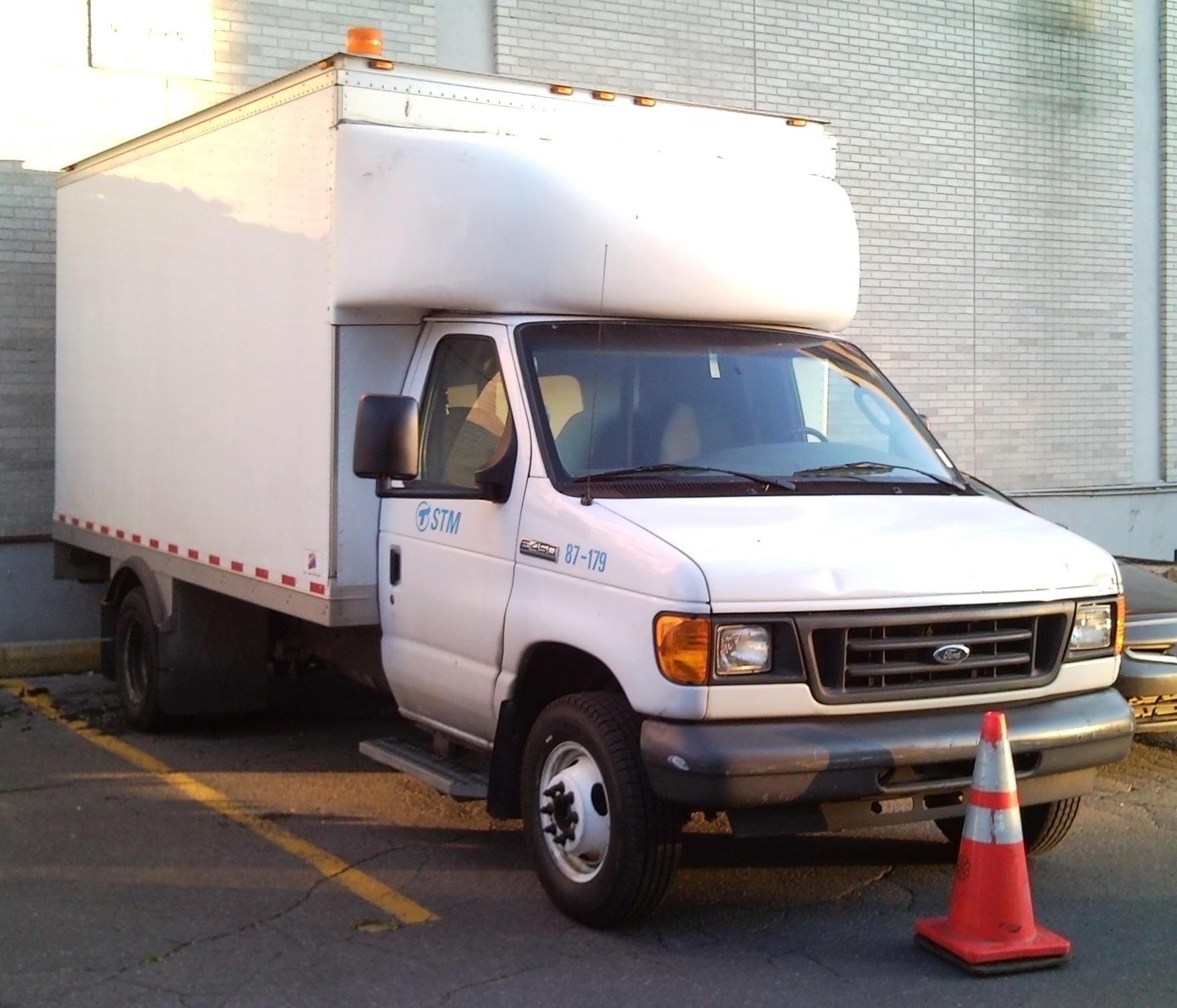
Ford E-450 Cutaway (2003-2007)
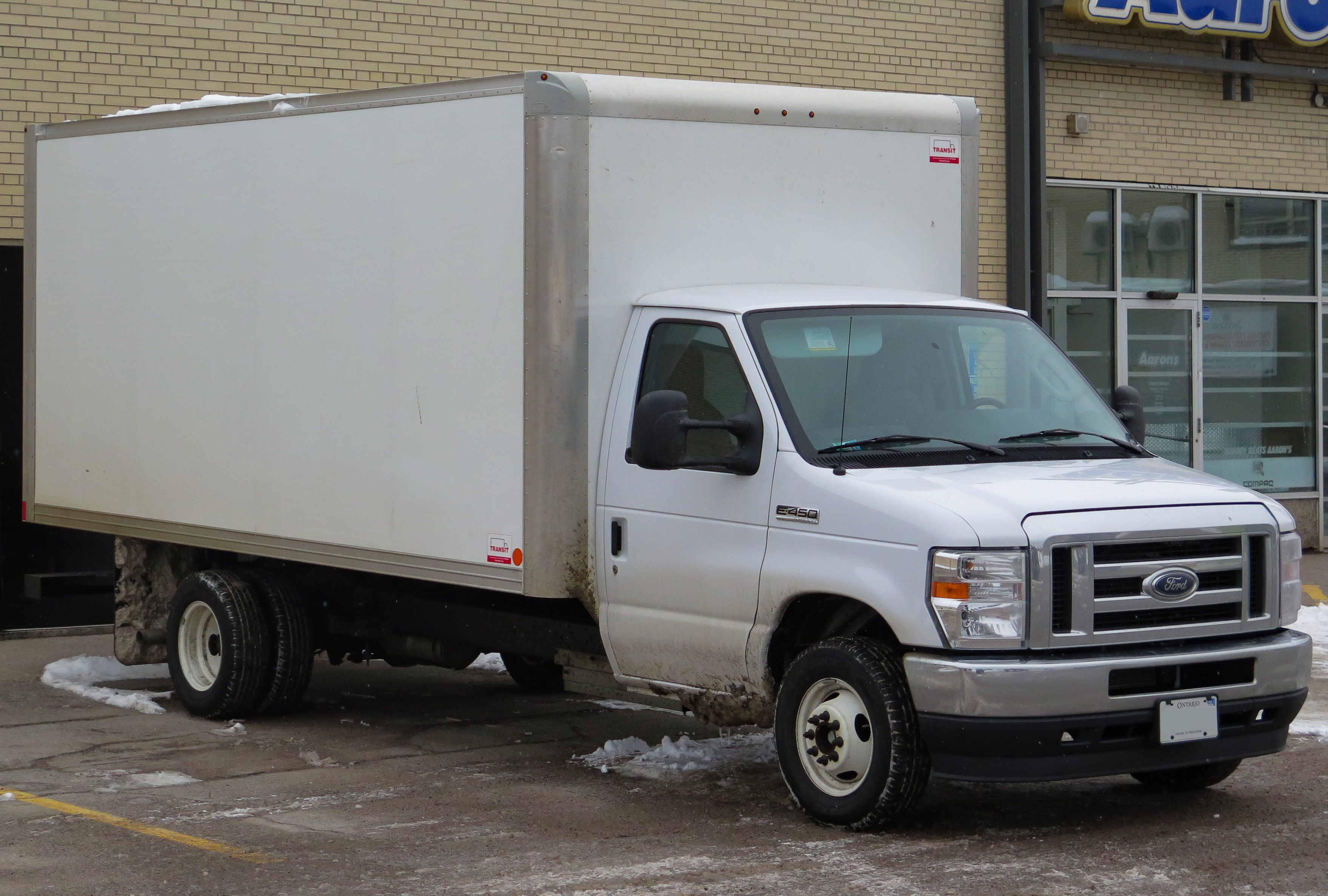
Ford E-450 Cutaway (з 2008)

## Продажі
| Рік  | США     |
| ---- | ------- |
| 1997 | 186,690 |
| 1998 | 206,026 |
| 1999 | 202,024 |
| 2000 | 187,027 |
| 2001 | 159,565 |
| 2002 | 165,085 |
| 2003 | 161,721 |
| 2004 | 171,017 |
| 2005 | 179,543 |
| 2006 | 180,457 |
| 2007 | 168,722 |
| 2008 | 124,596 |
| 2009 | 85,735  |
| 2010 | 108,258 |
| 2011 | 116,874 |
| 2012 | 122,423 |
| 2013 | 125,356 |
| 2014 | 103,263 |
| 2015 | 50,788  |
| 2016 | 54,245  |